# Louis-René Letronne
Louis René Letronne dit Louis, ou parfois Ludwik Letronne (1788-1841) est un dessinateur, peintre en miniature et imprimeur-lithographe français, qui travailla également en Autriche ainsi qu'à Varsovie.

## Biographie

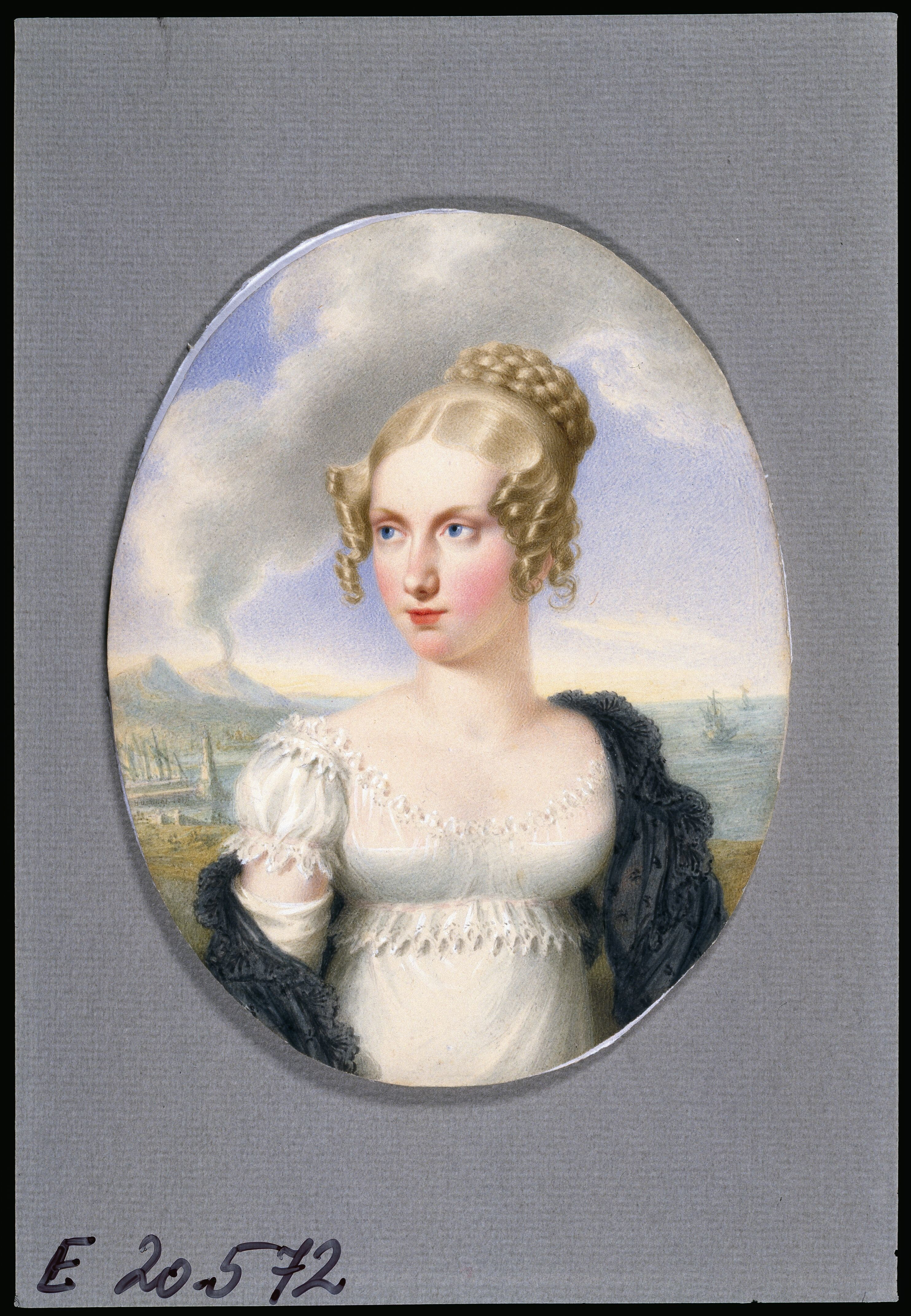
Marie-Clémentine de Habsbourg, miniature, aquarelle sur papier (vers 1816, Vienne).

Né le 15 février 1788 à Paris, Louis René Letronne est le fils du graveur Jean-Louis Letronne (1766–1801), et est donc le petit-frère de l'archéologue Jean-Antoine Letronne.
Il se destine à l'art, et étudie sous la direction de Jacques-Louis David et de Nicolas-André Monsiau. En 1805, il intègre les rangs de la Grande Armée comme dessinateur et se rend jusqu'à Vienne ; lors de son séjour, il conseille l'ébéniste Joseph Ulrich Danhauser spécialisé dans la conception de meubles en bois et en bronze. Il est encore dans la capitale autrichienne lors du congrès de Vienne (1814-1815), au cours duquel il exécute les différents portraits des intervenants. 
C'est soit fin 1814 soit en 1821 — les sources divergent — qu'il exécute son portrait sans doute le plus célèbre, celui du musicien Ludwig van Beethoven : ce dessin a été ensuite transposé sur la pierre lithographique par Blasius Höfel (de), le rendant populaire. L'original est à la BnF depuis 2012.
En 1817, Letronne s'installe à Varsovie où il fonde une école de dessin et monte une presse lithographique et pratique la taille-douce. Grâce à ce matériel, il peut éditer des partitions musicales, dont les œuvres de Maria Szymanowska. 
En 1829, il revient vivre à Paris. Il fait ensuite plusieurs séjours à Munich et à Dresde. Il importe des pierres lithographiques d'Allemagne.
Dans la capitale française, devenu imprimeur-lithographe et marchand renommé à partir de 1835, il s'installe au 15 quai Voltaire où il se spécialise dans la cartographie en publiant notamment un Nouvel Atlas communal de la France en 90 feuilles en 1838, puis les illustrations du Voyage en Orient de Léon de Laborde ; son portrait du roi Louis-Philippe se vend quant à lui à près de 12 000 exemplaires.
Il meurt à Paris le 2 avril 1841.